# Vishnu Deo
Le pandit Vishnu Deo, né le 17 juillet 1900 à Galoa et mort le 7 mai 1968 à Suva,, est un homme politique fidjien.

## Biographie
Il naît dans la province de Serua, dans la partie méridionale de l'île de Viti Levu. Ses parents sont des ouvriers agricoles indiens venus aux Fidji avec un statut d’indenture. Éduqué dans des écoles de missionnaires chrétiens, il demeure hindou, membre du courant réformateur progressiste Ārya-Samāj bien implanté aux Fidji. En 1918 il est employé comme clerc dans le département à l'immigration de l'administration coloniale, les Fidji étant une colonie de l'Empire britannique. Un temps ensuite enseignant dans les années 1920, en 1927 il fonde une entreprise d'import-export. Dans le même temps, il milite pour les droits civiques des Indo-Fidjiens.
Les membres de la communauté indienne des Fidji obtiennent le droit de vote pour les élections législatives de 1929 et Vishnu Deo, soutenu par A.D. Patel qui est le principal représentant du mouvement du Congrès national indien aux Fidji, est élu député de la circonscription indo-fidjienne sud au Conseil législatif de la colonie. Il introduit au Conseil une motion demandant l'abolition des listes électorales ethniques et l'instauration d'un statut de citoyenneté égal pour tous. Les chefs autochtones et les députés euro-fidjien s'y opposant, il démissionne du Conseil. Il ne se représente pas aux élections de 1932, mais retrouve son siège de député à celles de 1937, et est ensuite continuellement réélu jusqu'en 1959. Membre fondateur avec A.D. Patel de l'Association indienne des Fidji (en) en 1934 et personnalité de longue date de la vie politique du pays, il est choisi par le gouvernement colonial pour représenter les Fidji, avec Ratu George Cakobau (pour les Fidjiens autochtones) et Maurice Scott (pour les Euro-Fidjiens), au couronnement d'Élisabeth II à Londres. Reconnu comme l'une des figures majeures de la communauté indo-fidjienne, en 1954, lors du lancement de Radio Fiji (en), il est invité à y prononcer la première allocution en hindi. En 1955, il est fait officier de l'ordre de l'Empire britannique. En 1956, il est élu par les députés indo-fidjiens membre du Conseil exécutif, le gouvernement de la colonie.
Rédacteur du Fiji Samachar, le journal de l'Ārya-Samāj aux Fidji, il promeut par ce journal et au Conseil législatif  le droit des filles à l'éducation et l'abolition du mariage des enfants. Il est le doyen du Conseil législatif lorsqu'il prend en 1959 sa retraite de la politique en raison en raison de sa vue et de sa santé déclinantes. Mort en 1968 à l'âge de 67 ans « après une longue maladie », il est commémoré dans le nom de deux écoles ainsi que d'une rue à Nakasi (en), dans la banlieue de Suva.